# Anastassija Slonowa
Anastassija Alexandrowna Slonowa (russisch Анастасия Александровна Слонова; * 10. Juni 1991 in Ridder) ist eine kasachische Skilangläuferin.

## Werdegang
Slonowa nahm von 2007 bis 2015 an Wettbewerben der Fédération Internationale de Ski teil. Ihr erstes Weltcuprennen lief sie im November 2009 in Beitostølen, welches sie mit dem 74. Platz über 10 km Freistil beendete. Im Februar 2011 gewann sie bei den Winter-Asienspielen in Almaty die Goldmedaille mit der Staffel. Bei den nordischen Skiweltmeisterschaften 2011 in Oslo belegte sie den 54. Rang im Sprint. Im Dezember 2012 holte sie in Québec mit dem 16. Platz im Sprint ihr bestes Weltcupeinzelergebnis. Bei den U23-Weltmeisterschaften 2013 in Liberec gewann sie Silber über 10 km Freistil. Ihre besten Platzierungen bei den Olympischen Winterspielen 2014 in Sotschi waren der 41. Platz im 15-km-Skiathlon und der 16. Rang im Teamsprint. Bei der Winter-Universiade 2015 in Štrbské Pleso gewann sie Silber über 5 km klassisch und mit der Staffel und Gold im Sprint. Bei den nordischen Skiweltmeisterschaften 2015 in Falun kam sie über 10 km Freistil auf den 48. Platz, im Skiathlon auf den 32. Rang und im Teamsprint und mit der Staffel auf den 12. Platz.

## Weltcup-Statistik
Die Tabelle zeigt die erreichten Platzierungen im Einzelnen.
- 1.–3. Platz: Anzahl der Podiumsplatzierungen
- Top 10: Anzahl der Platzierungen unter den ersten zehn
- Punkteränge: Anzahl der Platzierungen innerhalb der Punkteränge
- Starts: Anzahl gelaufener Rennen in der jeweiligen Disziplin
- Hinweis: Bei den Distanzrennen erfolgt die Einordnung gemäß FIS.

| Platzierung         | Distanzrennen a | Distanzrennen a | Distanzrennen a | Distanzrennen a | Distanzrennen a | Skiathlon Verfolgung | Sprint | Etappen- rennen b | Gesamt | Team c | Team c  |
| Platzierung         | ≤ 5 km          | ≤ 10 km         | ≤ 15 km         | ≤ 30 km         | > 30 km         | Skiathlon Verfolgung | Sprint | Etappen- rennen b | Gesamt | Sprint | Staffel |
| ------------------- | --------------- | --------------- | --------------- | --------------- | --------------- | -------------------- | ------ | ----------------- | ------ | ------ | ------- |
| 1. Platz            |                 |                 |                 |                 |                 |                      |        |                   |        |        |         |
| 2. Platz            |                 |                 |                 |                 |                 |                      |        |                   |        |        |         |
| 3. Platz            |                 |                 |                 |                 |                 |                      |        |                   |        |        |         |
| Top 10              |                 |                 |                 |                 |                 |                      |        |                   |        |        | 2       |
| Punkteränge         |                 | 2               |                 |                 |                 | 3                    | 1      |                   | 6      | 1      | 5       |
| Starts              | 2               | 10              | 2               |                 |                 | 4                    | 9      | 2                 | 29     | 1      | 5       |
| Stand: Karriereende |                 |                 |                 |                 |                 |                      |        |                   |        |        |         |